# Gregory Jarvis
Gregory Bruce Jarvis (24. srpna 1944, Detroit – 28. ledna 1986, nad Floridou, Spojené státy americké) byl americký astronaut, který zahynul při tragédii raketoplánu Challenger v roce 1986.

## Život
Vystudoval v roce 1967 elektrotechniku na Newyorské státní univerzitě v Buffalu (University at Buffalo, The State University of New York), další vzdělání získal na Severovýchodní univerzitě v Bostonu (Northeastern University (Boston)) v roce 1969. Pak létal jako pilot a kapitán u společnosti Air France. Odtud se vrátil do vlasti, u kosmické divize vojenského letectva v El Sequendo (Kalifornie) se podílel na vývoji komunikačních systémů družic (období 1969-1973), později nastoupil k letecké společnosti Hughes Aircraft. Také zde se věnoval výzkumům spojových družic.
Oženil se s Marcia C. Jarboe, která převzala jeho příjmení – Jarvisová. Měli spolu dítě, chlapce Richarda. V NASA byl od května 1984, tedy jen dva roky až do své tragické smrti ve svých 41 letech.

## Let do vesmíru
Byl jmenován do mise STS-51-L, která skončila 73 sekund po startu z Mysu Canaveral na Floridě havárií raketoplánu Chelleger. Celá posádka ve složení Francis Scobee, Michael Smith, Judith Resniková, Ellison Onizuka, Ronald McNair, Gregory Jarvis a Sharon McAuliffeová zahynula. Jarvis zde měl působit jako specialista pro užitečné zatížení.
- STS-51-L Challenger - start i zánik 28. ledna 1986

Všichni členové posádky jsou pohřbeni na Arlingtonském národním hřbitově.